# Handbal op de Middellandse Zeespelen 2009
Handbal is een van de sporten die beoefend werden tijdens de Middellandse Zeespelen 2009 in Pescara, Italië. Er was zowel een mannen- als een vrouwentoernooi. De wedstrijden werden gespeeld van 26 juni tot en met 5 juli 2009.

## Uitslagen
| Event   | Goud      | Zilver    | Brons      |
| ------- | --------- | --------- | ---------- |
| Mannen  | Servië    | Frankrijk | Tunesië    |
| Vrouwen | Frankrijk | Turkije   | Montenegro |

## Medaillespiegel
| Plaats | Land       | Goud | Zilver | Brons | Totaal |
| 1      | Frankrijk  | 1    | 1      | 0     | 2      |
| 2      | Servië     | 1    | 0      | 0     | 1      |
| 3      | Turkije    | 0    | 1      | 0     | 1      |
| 4      | Montenegro | 0    | 0      | 1     | 1      |
| 4      | Tunesië    | 0    | 0      | 1     | 1      |
| Totaal | Totaal     | 2    | 2      | 2     | 6      |

1967 · 1975 · 1979 · 1983 · 1987 · 1991 · 1993 · 1997 · 2001 · 2005 · 2009 · 2013 · 2018 · 2022
Atletiek · Basketbal · Bocce · Boksen · Gewichtheffen · Golf · Gymnastiek · Handbal · Judo · Kanovaren · Karate · Paardensport · Roeien · Schermen · Schietsport · Tafeltennis · Tennis · Voetbal · Volleybal · Waterpolo · Waterskiën · Wielersport · Worstelen · Zeilen · Zwemmen